# Три історії (Доктор Хаус)
«Три історії» (англ. Three Stories) — двадцять перша серія першого сезону американського телесеріалу «Доктор Хаус». Прем'єра епізоду проходила на каналі FOX 17 травня 2005.

## Сюжет
Хаус погоджується читати лекцію за дві вільні години від роботи. По дорозі на лекцію він зустрічає в лікарні Стейсі Ворнер, його колишню дівчину. Стейсі просить Хауса оглянути її чоловіка, який можливо хворий, проте Хаус відмовляється. На лекції він розповідає три різні історії, а практиканти мають поставити вірний діагноз. Єдине, що об'єдную пацієнтів — біль в нозі.
Перший пацієнт — 40-річний фермер, якого можливо вкусила гримуча змія в праву ногу. Проте коли йому дають протиотруту, в нього починається алергічна реакція. Після того, як лікарі стабілізували його стан, у фермера почала гнити й відмирати шкіра на нозі. Хаус і команда починає розуміти, що до організму фермера не потрапляла отрута гримучої змії. Щоб дізнатись правду, Хаус каже пацієнту, що він помре. Проте перші слова фермера звучали так: «Що буде з моєю собакою?». Хаус розуміє, що саме собака, а не змія, вкусила фермера. Форман і Чейз їдуть на ферму і беруть зразок слини у собаки. Виявляється, що собака була заражена бактеріями стрептокока. Собаку довелось приспати, а ногу фермера ампутувати. Невдовзі йому прикріпили протез і подарували нову собаку.
Другий пацієнт — 16-річна дівчина волейболістка. Кемерон вважає, що у пацієнта тендиніт. Невдовзі цей діагноз підтверджує аналіз. Проте тіроксин, який дали дівчині, не допоміг, а навпаки нашкодив. У неї почалась гіперчутливість і підвищився рівень кальцію. Згодом лікарі знаходять злоякісну пухлину на стегні. Дівчині мають ампутувати ногу.
Третій пацієнт — гольфіст. Спочатку пацієнта зображувала Кармен Електра, проте потім виявилось, що гольфіст чоловік (Кармен Електра була фантазією Хауса). Через деякий час в сечу пацієнта починає потрапляти багато крові… В цей час на лекцію приходять Форман, Кемерон і Чейз. Хаус продовжує лекцію… У гольфіста починають відмирати м'язи на нозі, аневризма.
Ближче до кінця серії стає зрозуміло, що ці три історії вели до однієї історії — історії Хауса… Хаус лежить в лікарняній палаті, поряд з ним сидить Стейсі. Невдовзі в палату заходить доктор Кадді і каже, що ногу, в якій почали відмирати м'язи, потрібно ампутувати. Проте Хаус проти цього. Він хоче пройти небезпечну для життя процедуру і врятувати ногу. Але після початку процедури у Хауса зупиняється серце. Після стабілізації здоров'я Кадді запевняє Хауса припинити процедуру. Також вона повідомляє ще один варіант розв'язання проблеми — вирізати мертві м'язи. Хаус вперто відхиляє цю пропозицію, але згодом його біль значно посилюється і він просить Кадді ввести його в кому. Стейсі, не зважаючи на відмову Хауса, просить Кадді видалити мертві м'язи… Лекція Хауса закінчується. Невдовзі Хаус говорить Стейсі, що він може оглянути її чоловіка.